# Präsidentschaftswahl in Togo 2015
Die Präsidentschaftswahl in Togo 2015 fand am 25. April 2015 im westafrikanischen Togo statt. Nach dem offiziellen Ergebnis errang der regierende Präsident Faure Gnassingbé mehr als 58 % aller Stimmen und trat daher seine dritten Amtszeit als Präsident des Landes an.

## Ergebnis
Am 3. Mai 2015 gab der Verfassungsgerichtshof das offizielle Endergebnis bekannt:
| Kandidaten        | Kandidaten                | Parteien                                                 | Stimmen   | %    |
| ----------------- | ------------------------- | -------------------------------------------------------- | --------- | ---- |
|                   | Faure Gnassingbé          | Union pour la République                                 | 1.221.282 | 58,8 |
|                   | Jean-Pierre Fabre         | Alliance nationale pour le changement                    | 731.230   | 35,2 |
|                   | Aime Tchaboure Gogue      | Alliance des démocrates pour le développement intégral   | 83.768    | 4,0  |
|                   | Taama Komandega           | Nouvel engagement togolais                               | 21.569    | 1,0  |
|                   | Mouhamed Tchassona Traore | Mouvement citoyen pour la démocratie et le développement | 20.048    | 1,0  |
| Gesamt            | Gesamt                    | Gesamt                                                   | 2.077.897 | 100  |
|                   |                           |                                                          |           |      |
| Ungültige Stimmen | Ungültige Stimmen         | Ungültige Stimmen                                        | 58.813    | 2,8  |
| Wähler            | Wähler                    | Wähler                                                   | 2.136.710 | 60,9 |
| Wahlberechtigte   | Wahlberechtigte           | Wahlberechtigte                                          | 3.509.258 |      |

## Reaktionen
Das Wahlbündnis Combat pour l’Alternance Politique (CAP) des Oppositionskandidaten Jean-Pierre Fabre erkannte das vorläufige Wahlergebnis nicht an und reklamierte stattdessen den Wahlsieg für sich. In einem Brief an die Wahlkommission kritisierte CAP, dass das vorläufige Wahlergebnis nicht mit Stichproben übereinstimme, die CAP an Wahllokalen genommen hätte. Auch wären in manchen Wahlkreisen mehr Stimmen gezählt worden, als es dort registrierten Wähler gäbe. Darüber hinaus sei es zu Einschüchterungen und anderen Unregelmäßigkeiten bei der Wahl gekommen.
Nachdem der Verfassungsgerichtshof das endgültige Wahlergebnis bekannt gegeben hatte, protestierten tausende Anhänger der Opposition in der Hauptstadt Lomé. Die Opposition wollte allerdings keinen Einspruch gegen das Ergebnis einlegen, da der Verfassungsgerichtshof parteiisch für den Präsidenten sei. Wahlbeobachter der Vereinten Nationen und der Afrikanischen Union haben die Wahl nicht beanstandet.